# Caecilia isthmica
Caecilia isthmica es una especie de anfibio de la familia Caeciliidae.
Se encuentra en el este de Panamá y en la región Pacífica (Colombia).
Sus hábitats naturales incluyen bosques tropicales o subtropicales húmedos y a baja altitud, montanos húmedos tropicales o subtropicales, plantaciones, jardines rurales y zonas previamente boscosas ahora muy degradadas.